# دهستان مؤمن‌آباد (سربیشه)
دهستان مومن آباد، دهستانی از بخش مرکزی شهرستان سربیشه واقع در استان خراسان جنوبی است. جمعیت این دهستان، بر اساس سرشماری سال ۱۳۸۵، بالغ بر ۹۹۹۷ نفر می‌باشد.

## سرشناسان
- ابواسحاق قهستانی:  (؟ – ۱۴۹۸ م/۹۰۴ ق) داعی اسماعیلی نزاری. [۲]